# August Meiresonne

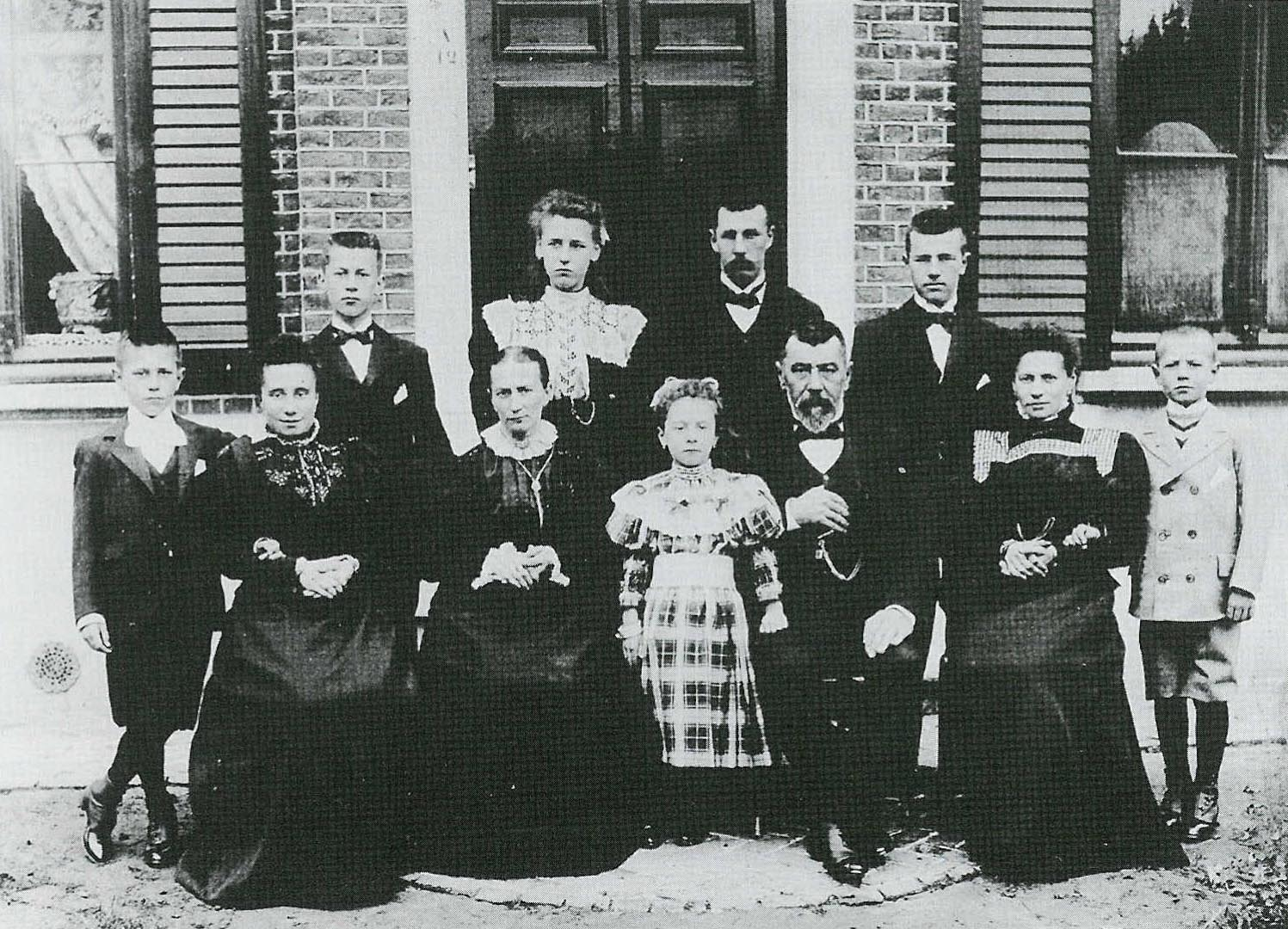
Het gezin van brouwer August Meiresonne.

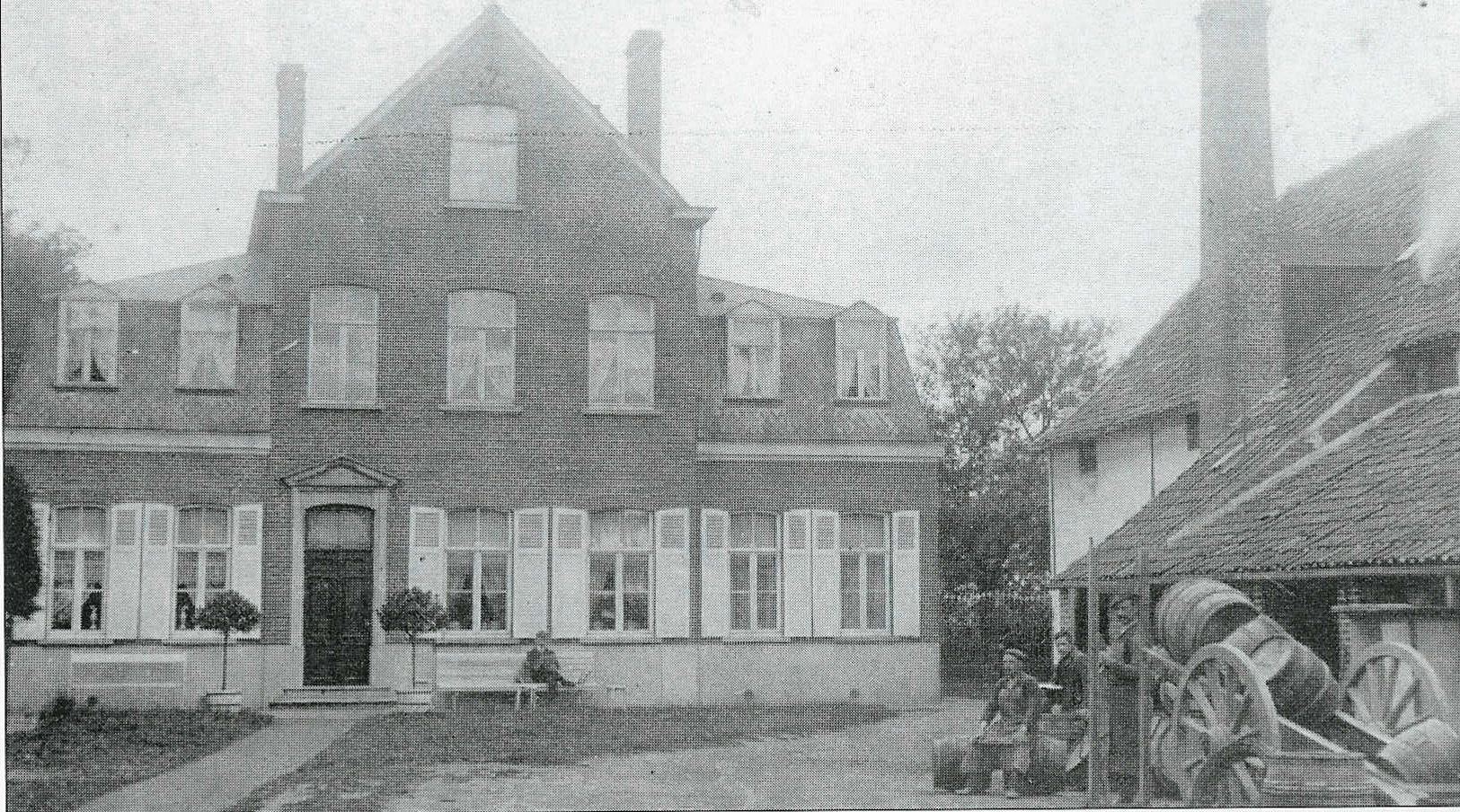
Brouwerij De Hoprank.

August Eduard Meiresonne (Bellem, 24 februari 1842 - Landegem, 1913) was een Belgische bierbrouwer en politicus. Hij was burgemeester en later schepen van Landegem.
Hij was de zoon van Augustin Meiresonne (1796-1861) en Eugenie De Reu (overleden in 1854). In 1871 trad August Meiresonne in het huwelijk met Marie David (+1914).

## Brouwer
Aanvankelijk baatte hij samen met zijn zusters Ida en Pauline vanaf 1866 een brouwerij uit te Bellem. In 1871 nam hij - in de toenmalige Damstraat (nu Brouwerijstraat) te Landegem - de bestaande brouwerij over van de familie Francies De Paepe en Marie-Thérèse Speeckaert.
August Meiresonne noemde zijn bedrijf De Hoprank en de familie brouwde er bier tot in 1918. Het was een voor die tijd moderne brouwerij die toen al werkte met elektriciteit. Hij leverde zelfs stroom aan de gemeente en de kerk van Landegem werd daarvoor toen reeds voorzien van elektrische verlichting. De energie kwam er door middel van twee gasmotoren en een stoommachine.
In oktober 1918 werd de brouwerij en de woning met de grond gelijk gemaakt door de Duitsers. Na de Eerste Wereldoorlog startte zoon Aimé Meiresonne de nieuwe Brouwerij Meiresonne in Gent.

## Politiek
August Meiresonne was vanaf 1891 tot 1894 burgemeester te Landegem, maar diende onder druk van de pastoor zijn ambt op te geven. Nadien was hij van 1896 tot 1911 schepen van de gemeente. Als burgemeester werd hij opgevolgd door senator Edgard François Marie Ghislain de Kerchove d'Ousselghem (1846-1926).